# 2659 Millis
2659 Millis eller 1981 JX är en asteroid i huvudbältet som upptäcktes den 5 maj 1981 av den amerikanske astronomen Edward L.G. Bowell vid Anderson Mesa Station. Den är uppkallad efter den amerikanske astronomen Robert L. Millis.
Asteroiden har en diameter på ungefär 27 kilometer och den tillhör asteroidgruppen Themis.